# Richardoestesia
Richardoestesia (podle Richarda Estese) byl rod malého teropodního dinosaura, žijícího v období pozdní křídy na území Severní Ameriky (například souvrství Kaiparowits, souvrství Dinosaur Park, souvrství Oldman, souvrství Aguja, souvrství Cedar Mountain a další). Podobné fosilie ale známe například také z území Španělska.

## Popis
Tento menší teropod dosahoval délky kolem 2 metrů a hmotnosti zhruba 10 kilogramů. Přesné rozměry však nejsou známé. Žil v období svrchní křídy na území dnešní Severní Ameriky. Dochovaný fosilní materiál představuje pouze jeden pár spodních čelistí a izolované zuby. Čelisti jsou poměrně štíhlé a dlouhé, zuby drobné a vroubkované. Je pravděpodobné, že tito dinosauři se živili převážně rybami.

## Systematické zařazení
Vzhledem k nekompletnosti materiálu není možné stanovit přesné příbuzenství tohoto dinosaura s ostatními teropody. Jednalo se zřejmě o dromeosaurida. Je možné, že rod Paronychodon je ve skutečnosti stejné zvíře. Rodové jméno je odvozeno od Richarda Estese, který vykonal řadu významných výzkumů s tematikou drobných svrchnokřídových obratlovců. Původně mělo jméno znít Ricardoestesia, postupně však byla přijata verze s "ch".
Je možné, že do tohoto rodu spadají i taxony Zapsalis, Paronychodon a Euronychodon.